# 強行法規
強行法規（きょうこうほうき）とは、法令の規定のうちで、それに反する当事者間の合意の如何を問わずに適用される規定をいう。強行規定ともいう。契約などによって変更することが認められている規定をいう「任意法規（任意規定ともいう）」と対になる用語である。
一般に、公の秩序に関する規定は強行法規であり、そうでないものが任意法規とされる(民法91条)。公法や物権法・家族法の規定の多くは強行法規となっている。

## 日本法における強行規定
法令の規定の中には、公の秩序に関するもの（強行規定）とそうでないもの（任意規定）とがあり、そして後者に反する意思表示も有効である。これは契約自由の原則の表れである。この反対解釈から、前者の規定に反する内容の意思表示は、不適法であり無効と解される。公の秩序に関する法規は、個人の意思によって左右することを許さないものであるから、法律行為の内容がこれに違反するときは、その法律行為は無効である。このことは、法律行為制度の理想からいって当然のことであるが、91条は間接的にこのことを規定している。
法律のどの規定が強行規定であるかは、明文上明らかな場合もあるが、規定の趣旨から判断して決めなければならない。民法では、債権法の規定は、その多くが、当事者がはっきりと決めておかなかった場合のための補充の規定であるから、任意規定であるが、民法総則の規定は、その多くが市民社会の基本的ルールを定めるものであり、強行規定が多い。また借地借家法第9条のように、一方当事者に不利な特約を禁ずる強行規定（片面的強行規定）もある。
行政上の考慮から一定の行為を禁止または制限し、その違反に対して刑罰や行政上の不利益を課す規定（取締規定）もある。これらの規定に違反すれば行政上の制裁を科されることは当然である。しかし、取締規定の多くは、違反して締結された契約の効力がどうなるのかについては定めていない。そこで、取締規定違反が私法上の契約にどのような効果をもたらすか（取締規定が強行規定であるか否か）が解釈上の論点となる。取引行為に一定の資格を要求する性質の取締規定は、行政法規上の処罰は別として契約はなるべく有効に扱われるが、資格に公益性が強いと効果が否定される場合もある。一方、取締規定が取引行為そのものを禁止・制限している場合には無効とされる。また、法律による規制が特に厳格な分野でみられる、いわゆる「名義貸し」について、このような契約は法律がその企業ないし取引をする者を監督しようとしている趣旨に反するから、一般的に無効である。

## 国際私法と強行法規
公益性の強い強行法規（労働法による規制など）は、公法と同様に、当事者による準拠法選択の如何を問わず適用される。このような強行法規を絶対的強行法規という。
一方、そうでない強行法規は相対的強行法規と呼ばれ、当該強行法規の属する法が国際私法によって準拠法として指定されたときのみ適用される。